# Hypocrita simulata
Hypocrita simulata är en fjärilsart som beskrevs av Walker 1866. Hypocrita simulata ingår i släktet Hypocrita och familjen björnspinnare. Inga underarter finns listade i Catalogue of Life.